# CO-JAK-PROČ
CO-JAK-PROČ je encyklopedická edice populárně-naučných knih pro děti a mládež. Tvoří přes 50 plnobarevných publikací, určených čtenářům přibližně ve věku od 8 do 14 let. Edici vydává nakladatelství Fraus v licenci německé edice WAS IST WAS.
Encyklopedie CO-JAK-PROČ je součástí kampaně Rosteme s knihou pod záštitou Svazu českých knihkupců a nakladatelů (SČKN).[zdroj?]

## Historie
V Čechách začaly licencované encyklopedie CO-JAK-PROč vycházet v roce 2005. Historie edice sahá do roku 1963, kdy v Německu vyšel první díl edice WAS IST WAS. V Německu je nyní vydáno 127 dílů, v České republice 55.

## Seriál
Podle knih edice CO-JAK-PROČ, byl natočen populárněvědný televizní seriál, vysílaný v ČR na stanici Minimax.[zdroj?]

## Knihy
Díly mají jsou rozděleny podle témat do oborů Člověk a příroda, Člověk a společnost a Věda a technika. Encyklopedii sestavuje mezinárodní tým.[zdroj?]